# Malinowo (województwo zachodniopomorskie)
Malinowo – osada w Polsce położona w województwie zachodniopomorskim, w powiecie koszalińskim, w gminie Będzino.